# Cartas Filosóficas
Lettres philosophiques ou Lettres anglaises no original, Cartas Inglesas ou Cartas Filosóficas em português é uma coleção de ensaios escritos por Voltaire baseado em suas experiências vividos na Inglaterra (embora de 1707 o país foi parte da união entre País de Gales, Inglaterra e Escócia configurando a Grã-Bretanha) entre 1722 e 1734. Os ensaios foram publicados tanto na França e na Inglaterra em 1734.
Em alguns aspectos, o livro pode ser comparado com Da democracia na América por Alexis de Tocqueville, na maneira de uma explicação lisonjeira da nação do ponto de vista de um estrangeiro, através das observações de Voltaire acerca dos aspectos culturais da nação inglesa, a sociedade e o governo são vistos de modo afável em comparação com o equivalente francês.

## Sumário
As Cartas Inglesas consiste-se em vinte-quatro cartas:
- Carta I: Sobre os Quaker
- Carta II: Sobre os Quaker
- Carta III: Sobre os Quaker
- Carta IV: Sobre os Quaker
- Carta V: Sobre a igreja da Inglaterra
- Carta VI: Sobre os Presbiterianos
- Carta VII: Sobre o Socianismo, ou Arianos, ou Anti-trinitários
- Carta VIII: Sobre o Parlamento
- Carta IX: Sobre o Governo
- Carta X: Sobre o Comércio
- Carta XI: Sobre a Inoculação da Vacina
- Carta XII: Sobre Lord Bacon
- Carta XIII: Sobre Sr. Locke
- Carta XIV: Sobre Descartes e Sir Isaac Newton
- Carta XV: Sobre a Atração
- Carta XVI: Sobre a Óptica de Sir Isaac Newton
- Carta XVII: Sobre os Infinitos na Geometria, e a Cronologia de Sir Isaac Newton
- Carta XVIII: Sobre a Tragédia
- Carta XIX: Sobre a Comédia
- Carta XX: Como a Nobreza Cultivou as Belas Letras
- Carta XXI: Sobre o Conde de Rochester e o Sr. Waller
- Carta XXII: Sobre o Sr. Pope e alguns outros famosos poetas
- Carta XXIII: Sobre a Consideração que se Deveria ter para com um Homem de Letras.
- Carta XXIV: Sobre a Academia Real Inglesa e outras Academias.

### Religião
A primeira abordagem de Voltaire sobre a religião se dá nas cartas 1-7.  Ele especificamente fala sobre os Quaker (1-4), Anglicanos (5), Presbiterianos (6), e o Socianismo (7).
Nas cartas 1-4, Voltaire descreve os Quaker, seus costumes, suas crenças, e suas histórias. Apreciando a sua simplicidade em relação aos rituais. Em particular, ele elogia a ausência do batismo ("Nós não somos da opinião de que o borrifamento de água na cabeça das crianças fazem dela um cristão"), e a falta de comunhão ("'Como! sem comunhão?' disse eu. 'Apenas aquela espiritual,' respondeu ele, 'dos corações'"}, e a falta de padres ("'Vocês então, não tem padres? disse eu a eles. 'Ah, não, não, meu amigo,' responde o Quaker, 'para nossa grande felicidade'"), apesar de ainda manifestar preocupação quanto a natureza manipuladora das religiões organizadas.
A carta 5 é endereçada a religião Anglicana, a qual Voltaire compara favoravelmente com o Catolicismo ("No que diz respeito a moral do clero inglês, eles são mais regulares do que daqueles da França"), mas ele critica a forma de como se mantiveram fiéis, aos rituais católicos, em particular ("O clero inglês reteve um grande número de cerimônias romanas, e especialmente a maneira como recebem, de maneira inescrupulosa o dízimo. Eles também têm uma ambição piedosa em relação a superioridade).
Na carta 6, Voltaire ataca os Presbiterianos, a qual lhes vê como intolerantes ("O Presbiteriano é seriamente afetado, através de um olhar azedo, veste um grande chapéu de abas largas e uma longa capa sobre um casaco muito curto, prega através de burbúrios e sons nasais, e dão o nome de prostituta da Babilônia a todas as igrejas as quais os ministros são tão afortunados que podem apreciar uma receita anual de cinco ou seis mil libras, e onde as pessoas são fracas o suficiente para sofrer disso, e dar-lhes o título de meu senhor, sua senhoria, ou sua eminência") além de serem excessivamente rigorosos ("Nem operas, jogos, ou concertos são permitidos em Londres aos domingos, e até mesmo cartas são expressamente proibidas, de maneira que ninguém a não ser pessoas de qualidade, e aqueles a qual chamamos de gentis, jogam nesse dia; o resto da nação vai ou a igreja, ou a taverna, ou ver as suas amantes").
Por fim, na carta 7, ele fala sobre os "Socinianos", a qual o sistema de crença é de alguma maneira relatado com a própria visão deísta de Voltaire. Voltaire argumenta que, embora esta seita inclua em sua época os mais importantes tipos de pensadores (incluindo Newton e Locke), isto não é suficiente para persuadir o senso comum de que seja lógico. De acordo com Voltaire, os homens preferem seguir os ensinamentos de "autores miseráveis" tais como Martinho Lutero, João Calvino, ou Ulrico Zuínglio.

### Política
Nas cartas 8 e 9, Voltaire discursa sobre o sistema político inglês.
A carta 8 fala sobre o parlamento britânico, a qual ele compara simultaneamente com Roma e a França. Nos termos de Roma, Voltaire critica o fato da Grã-Bretanha ter entrado na Guerra dos Trinta Anos (enquanto Roma não), apesar de ele elogiar o fato da Grã-Bretanha ter servido a liberdade em vez da tirania (como fez Roma). Nos termos da França, Voltaire responde a crítica francesa no que concerne ao regicídio de Carlos I, destacando o processo judicial britânico em oposição aos assassinatos de Henrique VII, Sacro Império Romano-Germânico ou Henrique III da França, ou os múltiplos atentados contra a vida de Henrique IV da França.
Na carta 9, Voltaire faz um breve relato da história da Carta Magna, que fala sobre a igualdade da distribuição da justiça, e a cobrança de impostos.

### Comércio
Na carta 10, Voltaire elogia o sistema de comércio da Inglaterra, seus benefícios, e o que ela trouxe para a nação Inglesa desde 1707. Segundo Voltaire, o comércio contribuiu grandemente para a liberdade do povo inglês, e esta liberdade em troca contribuiu para a expansão do comércio. Foi o seu comércio também que conferiu a Inglaterra um enorme poder militar e comercial marítimo. Além disso, Voltaire aproveita a oportunidade para satirizar os nobres alemães e franceses que ignorar esse tipo de empresa. Para Voltaire, os nobres são menos importantes que o empresário que "contribui para a felicidade do mundo."

### Ciência
Na Carta 11, Voltaire argumenta em favor da prática Inglesa da inoculação da vacina, que foi fortemente rechaçada e condenada pela Europa continental. Está carta é provavelmente uma resposta a um surto epidêmico de varíola que ocorreu em 1723 em Paris, a qual matou 20.000 pessoas.

### Filosofia
Na carta 12 relata sobre Francis Bacon, autor de Novum Organum e pai da filosofia experimental.
Na carta 13 relata sobre John Locke e suas teorias acerca da imortalidade da alma.
Na carta 14 compara o filósofo Britânico Isaac Newton com o filósofo francês René Descartes. Após a sua morte em 1727, Newton foi comparado com Descartes em um elogio realizado pelo filósofo francês Fontenelle. Enquanto os britânicos não apreciam esta comparação, Voltaire afirma que Descartes, também, foi um grande filósofo e matemático.
Na carta 15 centra-se na obra de Newton como as leis da atração. A Carta 16 fala sobre o trabalho de Newton com a óptica. A Carta 17 discute o trabalho de Newton com a geometria e as suas teorias sobre a fim do mundo.

### Literatura
Na carta 18, Voltaire diz sobre a tragédia Inglesa, especificamente as de William Shakespeare. Voltaire apresente ao seu leitor o famoso soliloquio de Hamlet, juntamente com uma tradução para o francês dos versos ritmados. Ele também cita uma passagem de John Dryden e nos dá uma tradução.
Na carta 19, Voltaire relata a comédia Inglesa, citando William Wycherley, John Vanbrugh e William Congreve.
Na carta 20 a um relato breve das belles lettress da nobreza, incluindo Conde de Rochester e Edmund Waller.
A carta 21 se refere ao poeta Jonathan Swift e Alexander Pope.
Na carta 23, Voltaire argumenta que os britânicos honram os seus homens de letras muito melhor do que o franceses em termos de dinheiro e de veneração
Na última carta, carta 24, se discute a Academia Real Inglesa, a qual ele compara com a Academia Francesa.

## Carta XXV

### Pascal
Na carta 25, que não foi incluída na primeira edição de vinte quatro cartas, Voltaire critica certas ideias de Blaise Pascal tirando citação de seus Pensamentos e dando-lhe a sua própria opinião sobre a matéria. A mais importante diferença entre estes dois filósofos se coloca em seus conceitos de homem. Pascal insiste no aspecto miserável do homem que deve preencher o vazio de sua existência com diversão e vaidades, enquanto Voltaire aceita o otimismo do iluministas e sua visão de mundo.